# Mateusz Mika
Mateusz Mika (Kobiernice, 21 gennaio 1991) è un pallavolista polacco, schiacciatore del Türşad.

## Carriera

### Club
La carriera di Mateusz Mika inizia nelle giovanili del Hejnał Kęty, per poi passare nel Kęczanin Kęty e nel SMS Spała, sempre nelle compagini giovanili, prima di fare il proprio esordio nella pallavolo prefessionistica nella stagione 2009-10, ingaggiato dall'Asseco Resovia dove resta per un triennio vincendo il campionato 2011-12.
Dopo un'annata nel Trefl Gdańsk, nella stagione 2013-14 si trasferisce nel massimo campionato francese per giocare con il Montpellier, ma già in quella successiva torna a vestire la maglia del club di Danzica, con cui in quattro annate conquista due Coppe di Polonia e la Supercoppa 2015.
Nel campionato 2018-19 fa ritorno all'Asseco Resovia, sempre in massima serie polacca, così come nella stagione seguente, quando viene ingaggiato dall'AZS Olsztyn, e nel biennio successivo, quando veste ancora una volta la maglia del Trefl Gdańsk.
Nell'annata 2022-23 fa la propria seconda esperienza all'estero, stavolta in Turchia, dove disputa la Efeler Ligi con il neopromosso Türşad.

### Nazionale
Dopo aver fatto parte delle nazionali giovanili polacche, con cui si aggiudica la medaglia d'argento al campionato europeo Under-19 2007, nel 2010 ottiene le prime convocazioni nella nazionale maggiore, vincendo la medaglia di bronzo al campionato europeo 2011, il titolo iridato nel 2014 e la medaglia di bronzo alla Coppa del Mondo 2015.

## Palmarès

### Club
- Campionato polacco: 1

2011-12
- Coppa di Polonia: 2

2014-15, 2017-18
- Supercoppa polacca: 1

2015

### Nazionale (competizioni minori)
- Campionato europeo Under-19 2007
- Memorial Hubert Wagner 2015
- Memorial Hubert Wagner 2016

### Premi individuali
- 2015 - Coppa di Polonia: MVP
- 2015 - Supercoppa polacca: MVP
- 2018 - Coppa di Polonia: Miglior ricevitore